# Dionysiuskirche (Hamelwörden)

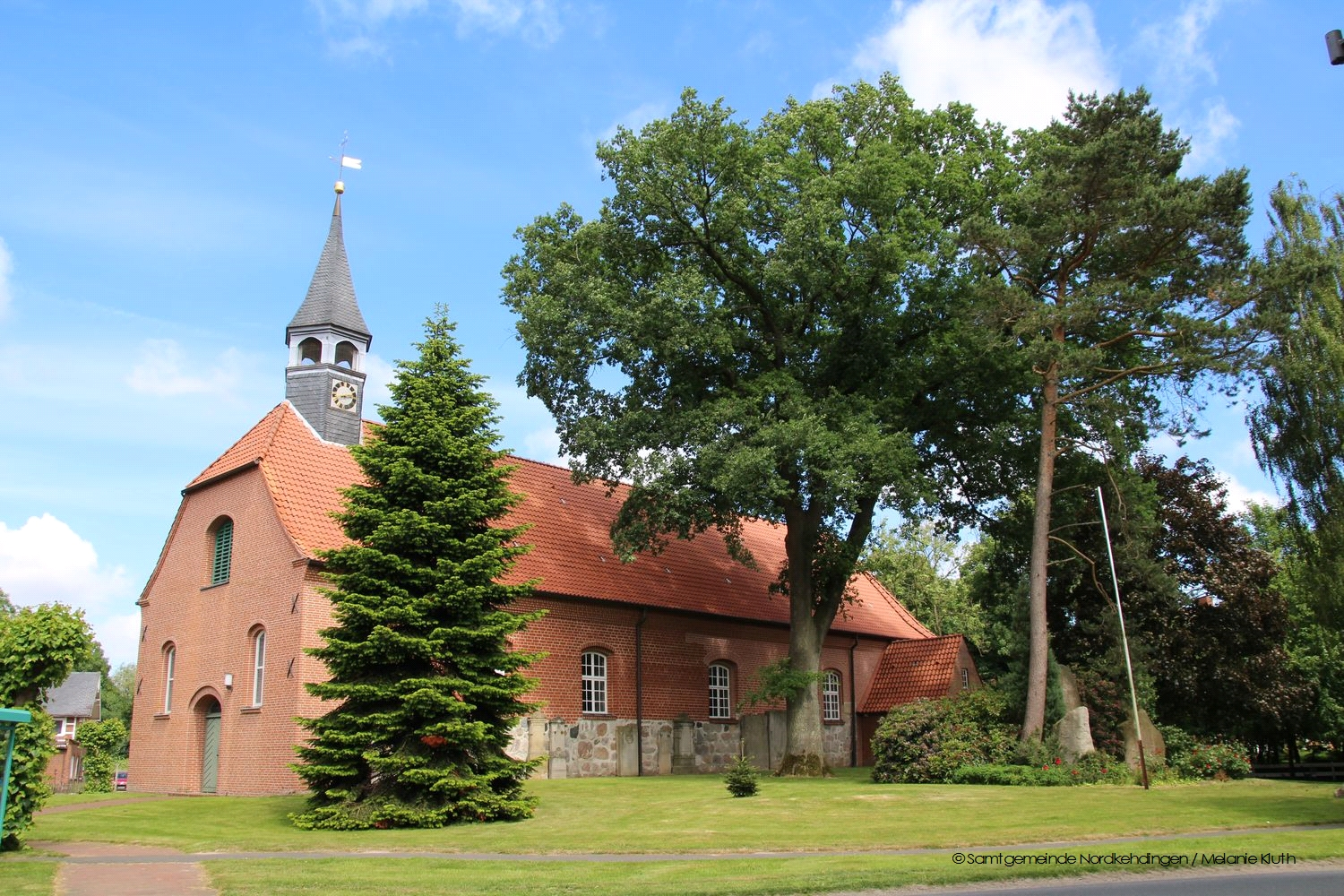
St. Dionysius-Kirche aus Südwesten mit Gefallenendenkmal (re.)

Die St. Dionysius-Kirche Hamelwörden ist eine denkmalgeschützte evangelische Kirche im Ortsteil Hamelwörden der Gemeinde Wischhafen im niedersächsischen Landkreis Stade. Sie ist die älteste Kirchengründung im Land Kehdingen. Die Kirchengemeinde gehört zum Kirchenkreis Stade im Sprengel Stade der Evangelisch-lutherischen Landeskirche Hannovers.
Die Kirche wurde in der Ortsmitte auf einer Wurt errichtet. In der Südwand sind Teile des ursprünglichen Feldsteingemäuers erhalten. Im 15. Jahrhundert wurde die Kirche in Backstein in gotischem Stil erhöht und nach Osten erweitert und erhielt eine polygonale 5/10-Apsis. Der neue Chor wurde eingewölbt.
1749 wurde sie, wiederum in Backstein, nach Westen verlängert und erhielt einen Dachreiter. Dabei wurden auch die Fenster der älteren Bauteile umgestaltet und erhielten Stichbögen.
Anfang der 1990er Jahre war das Backsteinmauerwerk geschlämmt. Heute ist es wieder frei sichtbar.
In der Kirche gibt es ein Tafelbild aus dem Jahr 1490 mit Darstellung der Kreuztragung. 
Die barocke Innenausstattung umfasst die Kanzel, ein Altarretabel und Emporen, in dieser Gegend ‚Priechen‘ genannt.